# Gábor Császár
Gábor Császár [ˈɡaːbor ˈʧaːsaːr] (* 16. Juni 1984 in Celldömölk, Ungarn) ist ein ehemaliger ungarischer Handballspieler. Er ist 1,86 m groß.
Császár wurde im Rückraum vielseitig eingesetzt; so spielte er bei Veszprém noch meist als Rückraum-Mitte, bei Viborg meist auf Rückraum-Links.
Gábor Császár debütierte in der ersten ungarischen Liga 2001 bei Dunaferr SE. Schnell stieg der talentierte Regisseur zum Nationalspieler und besten Torschützen seines Teams auf; seine größten Erfolge mit der Mannschaft blieben aber letztlich die ungarischen Pokalsiege 2003 und 2004 sowie viermal der dritte Platz in der ungarischen Meisterschaft. Nachdem ihm bei der WM 2007 auch der internationale Durchbruch geglückt war, war er kurzzeitig auch beim deutschen VfL Gummersbach im Gespräch, im Sommer 2007 zog er aber zum dänischen Club Viborg HK. Nach Ende der dänischen Meisterschaft half Császár von April bis Juni 2008 kurzfristig beim spanischen Erstligisten CB Cantabria Santander aus. Im Sommer 2009 wechselte er zu Chambéry Savoie HB, wo er jedoch nur eine Saison spielte. Ein Jahr später schloss er sich dem ungarischen Verein KC Veszprém an, mit dem er dreimal in Folge das Double gewann. Nach der Saison 2012/13 wechselte er zum französischen Erstligisten Paris Saint-Germain. Mit Paris gewann er 2014 den französischen Pokal. Im Februar 2015 schloss er sich den Kadetten Schaffhausen an. Mit den Kadetten Schaffhausen gewann er 2015, 2016, 2017 und 2019 die Meisterschaft sowie 2016 den SHV-Cup. In der Saison 2021/22 stand er beim Ligakonkurrenten GC Amicitia Zürich unter Vertrag. Anschließend übernahm Császár das Amt des Sportdirektors beim ungarischen Erstligisten HÉP-Cegléd.
Zwischen 2004 und 2019 bestritt Gábor Császár 247 Länderspiele für die ungarische Männer-Handballnationalmannschaft. Mit 845 Toren ist er zweiterfolgreichster Torschütze seines Landes nach Péter Kovács (1797). Mit Ungarn wurde er bei den Olympischen Spielen 2004 in Athen Vierter, außerdem nahm er auch an der Handball-Weltmeisterschaft der Männer 2007 in Deutschland teil, belegte aber nur den 9. Platz. Im Sommer 2012 nahm er an den Olympischen Spielen in London teil und belegte erneut den vierten Platz.